# Francesco Zerrillo
Francesco Zerrillo (Reino, 23 aprile 1931 – Reino, 14 maggio 2022) è stato un vescovo cattolico italiano.

## Biografia
Nacque a Reino, in provincia e arcidiocesi di Benevento, il 23 aprile 1931.

### Formazione e ministero sacerdotale
Compì gli studi liceali e quelli teologici presso il Pontificio seminario regionale di Benevento.
Il 25 luglio 1954 fu ordinato presbitero dall'arcivescovo Agostino Mancinelli.
Fu padre spirituale nel Pontificio seminario regionale di Benevento, dal 1954 al 1977, parroco di San Modesto in Benevento, dal 1977, e vicepresidente nazionale dell'Unione Apostolica del Clero.

### Ministero episcopale
Il 7 dicembre 1985 papa Giovanni Paolo II lo nominò vescovo di Tricarico; succedette a Carmelo Cassati, precedentemente nominato vescovo di San Severo e di Lucera. Il 25 gennaio 1986 ricevette l'ordinazione episcopale, nella cattedrale di Benevento, dal cardinale Bernardin Gantin, co-consacranti l'arcivescovo Carlo Minchiatti e il vescovo Carmelo Cassati, M.S.C.
Fu segretario della Conferenza episcopale della Basilicata e, presso la stessa, delegato per la formazione culturale nei seminari maggiore e minore. Fu membro della commissione per il clero della Conferenza Episcopale Italiana.
Il 15 febbraio 1997 lo stesso papa lo trasferì alla sede vescovile di Lucera-Troia, dove succedette a Raffaele Castielli, precedentemente dimessosi per motivi di salute. Il 5 aprile seguente prese possesso della diocesi.
Il 30 giugno 2007 papa Benedetto XVI accettò la sua rinuncia, presentata per raggiunti limiti di età; gli succedette Domenico Cornacchia, del clero della Altamura-Gravina-Acquaviva delle Fonti. Rimase amministratore apostolico della diocesi fino all'ingresso del suo successore, avvenuto il 14 ottobre successivo.
Da vescovo emerito risiedette per diverso tempo presso il seminario arcivescovile di Benevento, dove fu direttore spirituale; si trasferì poi a Reino, suo paese natale.
Il 2 febbraio 2010 si dichiarò contro le unioni omosessuali, criticando le leggi contro l'omofobia e sostenendo che il gay credente non dovrebbe avvicinarsi alla Comunione per non alimentare lo scandalo.
Morì nella notte del 14 maggio 2022, all'età di 91 anni, a Reino. La salma, dopo essere stata esposta nella chiesa parrocchia di Reino, fu trasferita nella cattedrale di Benevento per il funerale officiato dall'arcivescovo metropolita di Benevento Felice Accrocca, il 16 maggio 2022. Dopo le esequie fu sepolto nella cappella di famiglia nel cimitero di Reino.

## Genealogia episcopale
La genealogia episcopale è:
- Cardinale Scipione Rebiba
- Cardinale Giulio Antonio Santori
- Cardinale Girolamo Bernerio, O.P.
- Arcivescovo Galeazzo Sanvitale
- Cardinale Ludovico Ludovisi
- Cardinale Luigi Caetani
- Cardinale Ulderico Carpegna
- Cardinale Paluzzo Paluzzi Altieri degli Albertoni
- Papa Benedetto XIII
- Papa Benedetto XIV
- Papa Clemente XIII
- Cardinale Marcantonio Colonna
- Cardinale Giacinto Sigismondo Gerdil, B.
- Cardinale Giulio Maria della Somaglia
- Cardinale Carlo Odescalchi, S.I.
- Cardinale Costantino Patrizi Naro
- Cardinale Lucido Maria Parocchi
- Papa Pio X
- Papa Benedetto XV
- Papa Pio XII
- Cardinale Eugène Tisserant
- Cardinale Bernardin Gantin
- Vescovo Francesco Zerrillo